# Ojcówek
Ojcówek – osada w Polsce położona w województwie mazowieckim, w powiecie grodziskim, w gminie Żabia Wola.
W latach 1975–1998 miejscowość administracyjnie należała do województwa skierniewickiego.
Ojcówek to wieś położona w widłach Pisi Tucznej i Wężyka, pomiędzy miejscowością Wężykiem i Grzymkiem, na malowniczym urozmaiconym wąwozami rzecznymi terenie. Początkowo Ojcówek był częścią folwarku a później częścią wsi Grzymek.
W 1863 r. majątek z dworkiem został wykupiony przez lekarzy z Warszawy – Świętochowskich i Katarzyńskich. Następnymi właścicielami byli: Tadeusz Dmowski (poseł na Sejm Drugiej Rzeczypospolitej), prawdopodobnie ktoś z rodziny Chełmońskiego oraz Irena Światkowska, w imieniu której majątkiem zarządzał jej brat – Wacław Świątkowski. 
W 1956 r. Franciszek Skwierczyński – za zgodą gminy, objął majątek jako mienie opuszczone. Jego syn Ryszard w 1966 r. nabył go aktem notarialnym od swojego ojca. Dysponował ziemią o obszarze 40 ha. dla tego nie został rozparcelowany przez władze komunistyczne. W 1979 r. sprzedał majątek Polskim zakładom Lotniczym w Warszawie, a sam przez 10 lat był kierownikiem utworzonego Ośrodka PZL.
W 1989 r. Ojcówek został wystawiony na sprzedaż i nabył go Wiktor Kubiak ze Szwecji, a w jego imieniu majątkiem zarządzał nadal Ryszard Skwierczyński. Został on ponownie właścicielem z chwilą bankructwa Kubiaka i wystawieniu posiadłości przez bank na sprzedaż. W jednym z pomieszczeń odbywał próby do musicalu zespół „METRO”. Tutaj pierwsze kroki stawiała pod pilnym okiem J. Józefowicza i J. Stokłosy Edyta Górniak i Kasia Groniec.
W Ojcówku znajduje się dworek, zbudowany w 1900 r. i pozostałości zabudowań gospodarczych.  Od zachodu do  dworku przylega   park z przełomu XIX i XX wieku.
W Ojcówku  w początkach XX wieku, jeszcze podczas zaboru rosyjskiego, utworzono pierwszą w okolicy  szkołę podstawową dla wiejskich dzieci , której tradycje kontynuuje Szkoła Podstawowa w Kuklówce